# Araneus flavosignatus
Araneus flavosignatus là một loài nhện trong họ Araneidae.
Loài này thuộc chi Araneus. Araneus flavosignatus được Carl Friedrich Roewer miêu tả năm 1942.